# Le Brio
Cet article possède un paronyme, voir Brio (homonymie).
Pour plus de détails, voir Fiche technique et Distribution.
Le Brio est un film franco-belge réalisé par Yvan Attal, sorti en 2017.
Camélia Jordana remporte en 2018 le César du meilleur espoir féminin pour son rôle.

## Synopsis
Neïla Salah, originaire de Créteil, a toujours voulu devenir avocate. Dès ses premiers jours à l'université Panthéon-Assas, elle est confrontée au professeur Pierre Mazard, connu pour ses provocations et ses dérives problématiques. Il a un accrochage avec Neïla, arrivée en retard, qui tente d'entrer discrètement mais ladite est tout de même remarquée par le professeur. Il demande à cette étudiante de lui donner son nom, puis de lui définir « Prénom » et « Nom » en assumant qu'elle ne sait pas s'exprimer en français, et ce évidemment en se basant sur ses préjugés racistes. Il fait aussi remarquer que le droit français a évolué depuis Napoléon Ier, contrairement à la Charia. Il donne pour exemple le choix des prénoms, avec un humour de mauvais goût : « avant il fallait choisir le prénom dans le calendrier, à présent on peut appeler son enfant Tabouret, Carte Orange ou Abdourahmane ». Après cette confrontation mise en ligne par les étudiants, il est accusé de racisme. Pour se racheter et un peu manipulé par le directeur de l'université qui « ne peut plus le couvrir », Pierre est contraint de préparer Neïla à un prestigieux concours d’éloquence. Malgré son cynisme et son exigence, Neïla semble trouver en Pierre le mentor dont elle avait besoin ; et lui avancera forcé de constater l'intelligence de la jeune maghrébine. 

## Fiche technique
Sauf indication contraire, les informations mentionnées dans cette section peuvent être confirmées par la base de données cinématographiques IMDb,  présente dans la section « Liens externes ».
- Titre : Le Brio
- Réalisation : Yvan Attal
- Scénario : Yaël Langmann, Victor Saint Macary, Bryan Marciano et Yvan Attal
- Musique : Michael Brook
- Photographie : Rémy Chevrin
- Costumes : Carine Sarfati
- Décors : Michèle Abbé-Vannier
- Montage : Célia Lafitedupont
- Production : Dimitri Rassam et Benjamin Elalouf
- Sociétés de production : Chapter 2, Moonshaker, Pathé Production, France 2 Cinéma et CN6 Productions ; coproduction : Nexus Factory et uMedia (en); association : SOFICA Cofimage 28
- Société de distribution : Pathé Distribution (France)
- Budget : 9 730 000 €[2] (estimation)
- Pays de production :  France et  Belgique
- Langue originale : français
- Genre : comédie dramatique
- Durée : 95 minutes
- Dates de sortie : 
  - France : 22 novembre 2017

## Distribution

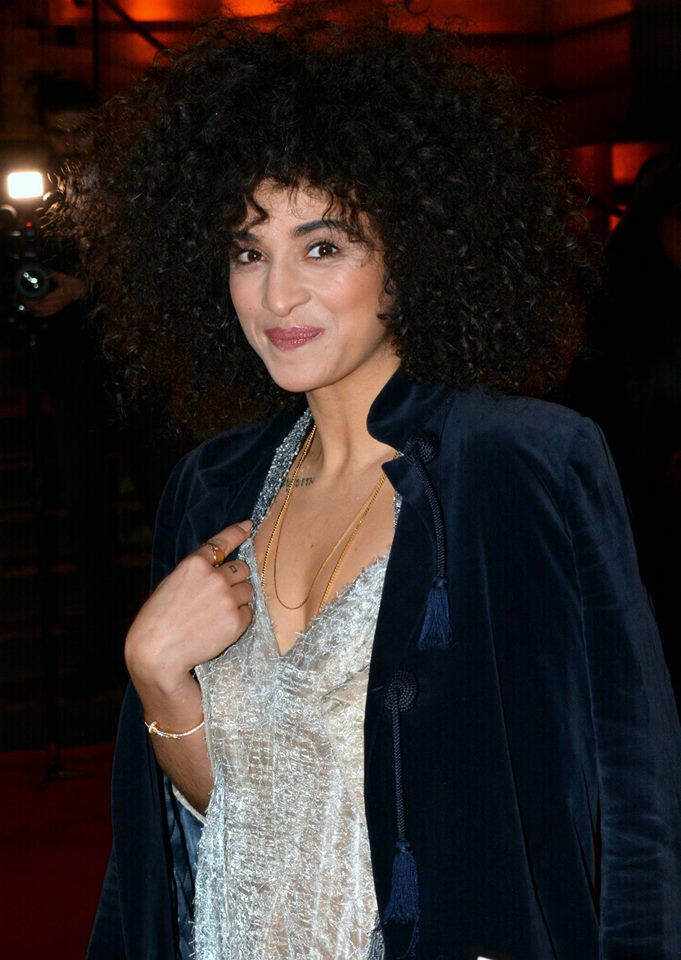
La comédienne Camélia Jordana aux Césars 2018, où elle reçoit le César du meilleur espoir féminin.

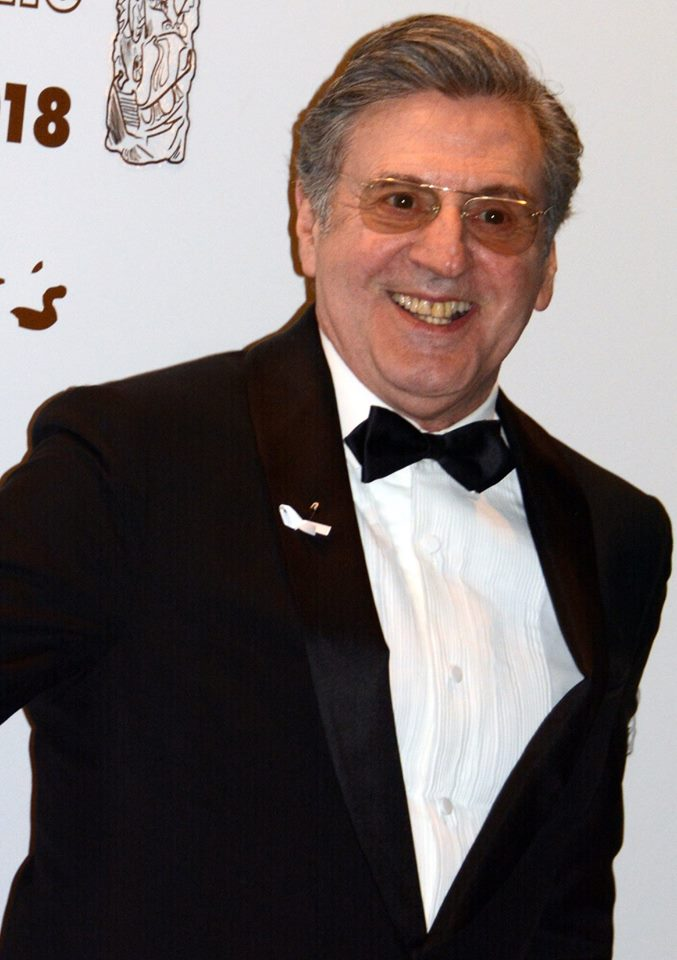
Son partenaire Daniel Auteuil, également aux Césars 2018, où il est nommé pour le César du meilleur acteur.

- Daniel Auteuil : Pierre Mazard, professeur de droit
- Camélia Jordana : Neïla Salah, étudiante en droit
- Yasin Houicha : Mounir, chauffeur Uber, petit ami de Neïla
- Nozha Khouadra : la mère de Neïla
- Nicolas Vaude : Grégoire Viviani, le Président de Paris II-Panthéon-Assas
- Jean-Baptiste Lafarge : Benjamin, étudiant en droit
- Claude Perron : la femme qui promène son chien
- Virgil Leclaire : Keufran, un ami de Neïla
- Zohra Benali : la grand-mère de Neïla
- Damien Zanoly : Jean Proutot, étudiant en droit et adversaire de Neïla au premier tour du concours d'éloquence
- Jean-Philippe Puymartin : le président des concours d'éloquence
- Paulette Joly : Madame Mazard, la mère de Pierre
- Nassim Si Ahmed : le client
- Guillaume Duhesme : le conducteur
- Julia Malinbaum : Anissa, amie de Neïla
- Ben Attal : un élève
- Xavier Guelfi : l'étudiant anti-racisme

Par ailleurs, le générique de début utilise des images d'archives dans lesquels apparaissent Serge Gainsbourg, Romain Gary, Jacques Brel, François Mitterrand, Yves Mourousi et Claude Lévi-Strauss.

## Lieu de tournage
Le film a notamment été tourné dans les locaux de l'université Panthéon-Assas, à l'Université Paris Nanterre, à la Sorbonne près du Panthéon, ainsi que dans la bibliothèque Sainte-Geneviève, dans le 5e arrondissement de Paris.
Les scènes dans le métro ont été tournées dans la ligne 3bis lorsqu'elle est entraînée par Pierre Mazard à s'exprimer devant une foule indifférente, et dans la ligne 8 lorsque Neïla Salah fait le trajet entre chez elle à Créteil et l'université.
Le quartier de la Croix des Mèches de Créteil est celui où vit Neïla Salah dans le film. Il s'agit d'un des quartiers construits fin des années 1960 / début 1970 qui constituaient alors le « nouveau Créteil ».

## Musiques
Plusieurs titres sont entendus dans le film :
- Inner City Blues (Make Me Wanna Holler) - Marvin Gaye
- It's Great when we're together - Finley Quaye
- Worldless Chorus - My Morning Jacket

## Œuvres citées dans le film
- Les bijoux de Charles Baudelaire strophes 5 et 6 lues dans l'amphithéâtre par Pierre Mazard.
- L'Art d'avoir toujours raison de Schopenhauer est régulièrement utilisé durant l'intrigue du film, servant de référence majeure de Pierre Mazard lorsqu'il entraîne Neïla Salah.
- Le logos, pathos et ethos qu'Aristote développe dans Rhétorique, est expliqué par Pierre Mazard au début du film.
- Neïla lit dans le métro deux extraits :
  - Jules César de Shakespeare, le discours d’Antoine après l’assassinat de  César dans l'acte III scène 2[4] (également récité par Mazard).
  - Ecce Homo de Nietzsche

## Distinctions

### Récompenses
- César 2018 : meilleur espoir féminin pour Camélia Jordana
- Festival Biografilm (it) 2018 : prix du public dans la section « Biografilm Europa » pour Yvan Attal

### Nominations
- César 2018 : meilleur film et meilleur acteur pour Daniel Auteuil
- Prix Lumières 2018 : meilleur acteur pour Daniel Auteuil et révélation féminine pour Camélia Jordana